# فرايزس (خانية)
فرايزس (باليونانية: Βρύσες)‏ هي مدينة في خانية في اليونان.
يبلغ عدد سكانها حوالي 1025 نسمة.